# Alto do Pina
Alto do Pina è una ex freguesia del Portogallo e un quartiere della città di Lisbona. Conta una popolazione di 10.333 abitanti (2011) e comprende un'area totale di 0.82 km².
Tra gli elementi di riguardo della zona vi è la Fonte Luminosa (Fontana Luminosa), dove il Partito Socialista Portoghese tenne un grande raduno durante il periodo post-rivoluzionario del 1975, attaccando l'influenza che aveva il Partito Comunista Portoghese. In Alto do Pina vi sono le rovine della casa delle vacanze della consorte del Re del Portogallo, Ferdinando II. La freguesia è stata soppressa nel 2012 in seguito all'approvazione della riforma dell'assetto amministrativo di Lisbona; il suo territorio è stato suddiviso tra le freguesias di Areeiro e Beato.